# Porto Amazonas
Porto Amazonas är en kommun i Brasilien.   Den ligger i delstaten Paraná, i den södra delen av landet, 1 100 km söder om huvudstaden Brasília. Antalet invånare är 4 515.
Omgivningarna runt Porto Amazonas är en mosaik av jordbruksmark och naturlig växtlighet. Runt Porto Amazonas är det ganska glesbefolkat, med 29 invånare per kvadratkilometer.